# Marshalls røgparti
Marshalls røgparti er et skakparti, som spilledes i Paris år 1900. Frank Marshall havde de hvide brikker mens Amos Burn spillede sort.

Marshall har selv anført sine vittige noter, som gengives her sammen med partiet i algebraisk notation:
1. d4 d5 2. c4
"Britten Amos Burn var en meget konservativ spiller, som holdt af at sidde rigtig længe over et parti med hårdt, defensivt forsvar. Han elskede at ryge sin pibe, medens han studerede stilllingen. Da jeg gjorde mit 2. træk, begyndte Burn at gå på jagt i sine lommer efter pibe og tobak."
2...e6 3. Sc3 Sf6 4. Lg5 Le7
"Der kræves ikke megen tænkning til disse første træk, og Burn havde fået piben frem og ledte efter en piberenser."
5. e3 0-0 6. Sf3 b6 7. Ld3 Lb7 8. cxd5 exd5
"Nu begyndte han at stoppe piben. Jeg gav mine træk en ekstra gang gas."
9. Lxf6 Lxf6 10. h4
"Det fik ham til at tænke lidt over mit sidste træk. Han havde endnu ikke fået piben i gang. Truslen er Lxh7+, Kxh7, Sg5+, kaldet Pillsburys angreb."
|   | a  | b  | c  | d  | e  | f  | g  | h  |   |
| 8 | a8 | b8 | c8 | d8 | e8 | f8 | g8 | h8 | 8 |
| 7 | a7 | b7 | c7 | d7 | e7 | f7 | g7 | h7 | 7 |
| 6 | a6 | b6 | c6 | d6 | e6 | f6 | g6 | h6 | 6 |
| 5 | a5 | b5 | c5 | d5 | e5 | f5 | g5 | h5 | 5 |
| 4 | a4 | b4 | c4 | d4 | e4 | f4 | g4 | h4 | 4 |
| 3 | a3 | b3 | c3 | d3 | e3 | f3 | g3 | h3 | 3 |
| 2 | a2 | b2 | c2 | d2 | e2 | f2 | g2 | h2 | 2 |
| 1 | a1 | b1 | c1 | d1 | e1 | f1 | g1 | h1 | 1 |
|   | a  | b  | c  | d  | e  | f  | g  | h  |   |

10...g6 11. h5 Te8 12. hxg6 hxg6
"Nu ledte han efter tændstikker..."
13. Dc2 Lg7
(Se diagramstillingen).
14. Lxg6 fxg6
"Han strøg en tændstik og virkede nervøs. Tændstikken brændte hans fingre og gik ud."
15. Dxg6 Sd7
"En frisk tændstik var på vej."
16. Sg5 Df6
"Han dampede løs og havde omsider fået ild."
17. Th8+ opgivet. På 17... Kxh8 følger 18.Dh7 mat.
"Stakkels Burn. Jeg ligesom narrede ham i dette parti. Hvis bare han havde fået den pibe i gang, kunne det være blevet en helt anden historie. Han tog det pænt, og vi trykkede hinandens hænder. Så gik hans pibe ud."